# ラウール・モロ
ラウール・モロ・プレスコーリ（Raúl Moro Prescoli、2002年12月5日 - ）は、スペイン・カタルーニャ州アブレラ出身のサッカー選手。アヤックス・アムステルダム所属。ポジションはFW。

## クラブ経歴
2020年7月20日、ユヴェントスFCとの試合でセリエAデビューを果たした。
2023年7月17日、レアル・バリャドリードに1年間レンタル移籍した。2024年6月30日に完全移籍となり、4年契約を結んだ。
2025年7月15日、アヤックス・アムステルダムに5年契約で移籍した。